# تستوسترون (فیلم ۲۰۰۷)
تستوسترون (لهستانی: Testosteron) یک فیلم کمدی لهستانی به کارگردانی توماش کونتسکی و آندژی سارامونوویچ است که در سال ۲۰۰۷ منتشر شد.

## گزیدهٔ بازیگران
- سزاری کوشینسکی
- ماچئی اشتور
- توماش کارولاک
- پیوتر آدامچیک
- بوریس شیتس
- توماش کُت
- کشیشتف استلماژیک
- وویچیخ متسفالدوفسکی
- آنیتا سوکووفسکا
- الکساندرا کیسیو
- ماگدالنا والیگورسکا-لیشیتسکا
- ماگدالنا گورسکا
- آنا درشوفسکا
- الکساندرا پولووفسکا
- ماگدالنا بوچارسکا
- یولیا پی‌یتروخا
- ماریا گوادگوفسکا
- ماژنا روگالسکا